# 巴德拉普爾 (戈希省)
巴德拉普爾是尼泊爾的城鎮，位於該國東南部，由戈希省負責管轄，處於與印度接壤的邊境，海拔高度93米，該鎮的機場有航班飛往首都加德滿都，2011年人口18,164。